# Сайєд Дарвіш
Сайєд Дарвіш (араб. سيد درويش, англ. Sayed Darwish; 17 березня 1892, Александрія, Єгипетський хедиват — 15 вересня 1923, Єгипетське королівство) — єгипетський співак та композитор, який вважається «батьком» єгипетської популярної (естрадної) музики.

## Біографія
Народився 17 березня 1892 в Александрії.
Є автором музики до пісні «Батьківщино, батьківщино, батьківщино!» («بلادي بلادي بلادي», Біляді, Біляді, Біляді), що стала єгипетським національним гімном, і слова якої були адаптовані з полум'яної патріотичної промови відомого журналіста, громадського і політичного діяча Мустафи Каміля.
Помер в Александрії у 31-річному віці 10 вересня 1923 від серцевого нападу, викликаного передозуванням кокаїну. За збігом обставин у день смерті композитора єгипетський національний лідер Саад Сайфула повернувся з еміграції і його вітали, виконуючи нову пісню «Батьківщино, батьківщино, батьківщино!», яка стала гімном Єгипту в 1979.
Єгиптяни вважають Сайєда Дарвіша своїм найбільшим композитором і автором найпопулярніших музичних творів, до яких, зокрема, належать Shed el hezam, Malo'ouna, Ana Haweit, Oum Ya Masry («Здійміться, єгиптяни!») та Salma Ya Salama, мелодія якої є широко відомою у світі, завдяки інтерпретації співачки Даліди.